# Мюллер, Иван (филолог)
Иван Мюллер (нем. Iwan von Müller; 20 мая 1830, Вунзидель — 20 июля 1917, Мюнхен) — немецкий филолог и педагог.
Профессор в Университете Эрлангена, потом в Мюнхенском университете.
Редактировал „Handbuch der Klassischen Altertumswissenschaft“ (Нёрдлинглен и Мюнхен, 1885 и след.), в котором сам обработал „Griechische Privataltertümer“ (т. 4, отд. 1, 1887; 2 изд.: 1893).